# Otto Siffling
Otto Siffling est un footballeur international allemand, né le 3 août 1912 à Mannheim et mort le 20 octobre 1939.

## Biographie
En tant qu'attaquant et international allemand, il fut sélectionné à 31 reprises (1934-1938) pour 17 buts. Son premier match international fut joué en Coupe du monde de football 1934, en Italie, contre la Belgique, où il inscrit son premier but à la 49e minute pour une victoire 5 buts à 2 des allemands. Il joua tous les matchs du mondial 1934 (Belgique, Suède, Tchécoslovaquie et Autriche). L'Allemagne termina 3e du mondial.
Il participa ensuite aux JO 1936 à Berlin, ne jouant qu'un seul match sur les deux, contre la Norvège en quarts de finale, qui se solda par une défaite sur le score de 2 buts à 0.
Pour finir, il participa à la Coupe du monde de football 1938, en France. Déjà en éliminatoires, il a inscrit un doublé contre la Suède (2e et 57e). L'Allemagne en phase finale est éliminée dès le 1er tour par la Suisse. Il ne joua pas une seule minute de jeu.
Son dernier match officiel avec l'Allemagne fut joué le 24 avril 1938, contre le Portugal, marquant aussi son dernier but à la 75e minute (1-1, score final).
Il jouait dans le club de sa ville natale, le SV Waldhof Mannheim.
Le 20 octobre 1939, il meurt d'une pleurésie. Il est inhumé au Cimetière Käfertal à Mannheim.